# Viuhar Rahimov
Viuhar Rahimov –en ucraniano, В'югар Рагімов– (Bakú, 5 de febrero de 1986) es un deportista ucraniano de origen azerbaiyano que compitió en lucha grecorromana. Ganó tres medallas en el Campeonato Europeo de Lucha entre los años 2007 y 2011.

## Palmarés internacional
| Campeonato Europeo | Campeonato Europeo  | Campeonato Europeo | Campeonato Europeo |
| Año                | Lugar               | Medalla            | Categoría          |
| ------------------ | ------------------- | ------------------ | ------------------ |
| 2007               | Sofía (Bulgaria)    | Medalla de bronce  | 55 kg              |
| 2010               | Bakú (Azerbaiyán)   | Medalla de bronce  | 55 kg              |
| 2011               | Dortmund (Alemania) | Medalla de plata   | 55 kg              |